# Filettino
Filettino är en ort och kommun i provinsen Frosinone i regionen Lazio i Italien. Kommunen hade 522 invånare (2018).